# UCIトラックワールドカップ2011-2012
UCIトラックワールドカップ2011-2012（UCI Track Cycling World Cup Classics 2011-2012）は、UCIトラックワールドカップクラシックスの2011年〜2012年のシリーズ戦。

## 日程及び結果

### 男子
| 種目                                           | 優勝 | 2位 | 3位 | 日本人選手成績                                                                                                |
| アスタナ…2011年11月4日 - 11月6日               | アスタナ…2011年11月4日 - 11月6日                                                                         | アスタナ…2011年11月4日 - 11月6日                                                                               | アスタナ…2011年11月4日 - 11月6日                                                                                 | アスタナ…2011年11月4日 - 11月6日                                                                              |
| ---------------------------------------------- | --- | --- | --- | --- |
| スプリント                                     | (SKY) クリス・ホイ                                                                                       | (MTT) デニス・ドミトリエフ                                                                                     | (JAY) シェーン・パーキンス                                                                                       | 21位 中川誠一郎 23位 河端朋之 48位 (CCT) 雨谷一樹                                                             |
| 個人追抜                                       | グレン・オシェイ                                                                                         | ドミニク・コルニュ                                                                                             | ニーキアス・アルント                                                                                             | |
| 団体追抜                                       | ルスヴェロ (RVL) エヴゲニー・コヴァレフ イヴァン・コヴァレフ アレクセイ・マルコフ アレクサンドル・セロフ | オーストラリア エドワード・ビサカー アレクサンダー・エドモンソン ミッチェル・マルハーン グレイ・オシェイ       | オランダ レヴィ・ハイマンス イェンニング・ハイゼンハ アルモ・ファン・デル・ズウェット ウィム・ストルティンハ     | |
| チームスプリント                               | チーム・エルドガス (ERD) ヨアヒム・アイラース ローベルト・フェルステマン マキシミリアン・レヴィ          | チーム・ジェイコ＝AIS (JAY) マシュー・グレーツァー シェーン・パーキンス スコット・サンダーランド               | フランス ミカエル・ブルガン ミカエル・ダルメダ ケヴィン・シロー                                                  | 9位 シクロチャンネル・トウキョウ (CCT) 雨谷一樹 渡邉一成 新田祐大 ---- 16位 日本 河端朋之 中川誠一郎 坂本貴史 |
| ケイリン                                       | クリストス・ヴォリカキス                                                                                 | (SKY) クリス・ホイ                                                                                             | (MTT) セルゲイ・ボリソフ                                                                                         | 11位 (CCT) 新田祐大 13位 中川誠一郎                                                                           |
| スクラッチ                                     | ハイス・ファン・フック                                                                                   | アンヘル・コリャ                                                                                               | ニーキアス・アルント                                                                                             | |
| マディソン                                     | オーストラリア アレクサンダー・エドモンソン グレン・オシェイ                                             | スイス シルヴァン・ディイエ ロイク・ペリッツォーロ                                                             | ロコスフィンクス (LOK) アルトゥル・エルショフ キリル・スヴェショニコフ                                           | |
| オムニアム                                     | ローガー・クルーゲ                                                                                       | 趙浩成 | エリア・ヴィヴィアーニ                                                                                           | 14位 盛一大                                                                                                   |
| カリ…2011年12月1日 - 12月3日                   | | | | |
| スプリント                                     | (ERD) シュテファン・ベティヒャー                                                                         | マキシミリアン・レヴィ                                                                                         | (ERD) ローベルト・フェルステマン                                                                                 | 26位 河端朋之 40位 坂本貴史                                                                                   |
| 1kmタイムトライアル                            | フランソワ・ペルヴィス                                                                                   | サイモン・ヴァン・ヴェルトホーヴェン                                                                           | フィリップ・ディツェル                                                                                           | 13位 坂本貴史                                                                                                 |
| 団体追い抜き                                   | ニュージーランド サム・ビューリー アーロン・ゲイト マーク・ライアン ジェシー・サージェント               | オーストラリア ルーク・ダーブリッジ ロハン・デニス マイケル・ヘップバーン ミッチェル・マルハーン               | デンマーク · ニッキー・ビュアーエセン · カスパー・フォルサック · ラスムス・クアーデ · クリスティアン・ラネリース | |
| チームスプリント                               | ドイツ レネ・エンダース マキシミリアン・レヴィ シュテファン・二ムケ                                      | チーム・エルドガス2012 (ERD) ローベルト・フェルステマン シュテファン・ベティヒャー ヨアヒム・アイラース        | ベネズエラ セサル・マルカーノ エルソニ・カメロン アンヘル・プルガール                                            | 10位 雨谷一樹 河端朋之 坂本貴史                                                                               |
| ケイリン                                       | マキシミリアン・レヴィ                                                                                   | フランソワ・ペルヴィス                                                                                         | エルソニ・カネロン                                                                                               | 20位 河端朋之                                                                                                 |
| ポイントレース                                 | (EUS) ウナイ・エロリガ                                                                                   | インフマル・デポーテル                                                                                         | エドウィン・アビラ                                                                                               | |
| マディソン                                     | コロンビア · フアン・エステバン・アランゴ · ウェイマル・ロルダン                                         | フランス モルガン・クネスキ ヴィヴィアン・ブリス                                                               | スイス シリユ・ティエリ ロイク・ペリッツォーロ                                                                   | |
| オムニアム                                     | フアン・エステバン・アランゴ                                                                             | ザカリー・ベル                                                                                                 | ブリアン・コカール                                                                                               | 15位 西谷泰治                                                                                                 |
| 種目                                           | 優勝 | 2位 | 3位 | 日本人選手成績                                                                                                |
| 北京・老山自転車館…2012年1月13日 - 1月15日     | | | | |
| スプリント                                     | シャルリ・コノル                                                                                         | 張磊 | (MTT) デニス・ドミトリエフ                                                                                       | 9位 (CCT) 渡邉一成 28位 新田祐大 37位 中川誠一郎                                                              |
| 個人追い抜き                                   | ピーター・レイサム                                                                                       | ミッチェル・マルハーン                                                                                         | ケヴァン・ラブク                                                                                                 | |
| 団体追い抜き                                   | ルスヴェロ エヴゲニー・コヴァレフ イヴァン・コヴァレフ アレクセイ・マルコフ アレクサンドル・セロフ       | オーストラリア エドワード・ビサカー アレクサンダー・エドモンソン マイケル・フライバーグ ミッチェル・マルハーン | ニュージーランド ウェスリー・ゴフ キャメロン・ジョセフ・カーワウスキー ピーター・レイサム マイロン・シンプソン   | |
| チームスプリント                               | モスコー・トラックチーム セルゲイ・クチェロフ デニス・ドミトリエフ セルゲイ・ボリソフ                    | 中国 張磊 張淼 成昌松                                                                                          | ニュージーランド マシュー・アーチバルド エドワード・ドーキンス サイモン・ヴァン・ヴェルトホーヴェン              | 5位 雨谷一樹 新田祐大 中川誠一郎                                                                              |
| ケイリン                                       | フランソワ・ペルヴィス                                                                                   | (MTT) セルゲイ・ボリソフ                                                                                       | アンドリュー・テイラー                                                                                           | 8位 (CCT) 渡邉一成 13位 中川誠一郎                                                                            |
| スクラッチ                                     | (LOK) キリル・スヴェシュニコフ                                                                           | アルベルト・トレス                                                                                             | アリャクサンドル・リソウスキー                                                                                   | |
| マディソン                                     | チェコ · マルティン・ブラハ · ヴォイテフ・ハツェキー                                                     | ベルギー ケニー・デケテル ティム・メルテンス                                                                   | スペイン ダビ・ムンタネル アルベルト・トレス                                                                     | |
| オムニアム                                     | グレン・オシェイ                                                                                         | ブリアン・コカール                                                                                             | ニキアス・アルント                                                                                               | 11位 西谷泰治                                                                                                 |
| ロンドン・ヴェロパーク…2012年2月17日 - 2月19日 | | | | |
| スプリント                                     | クリス・ホイ                                                                                             | マキシミリアン・レヴィ                                                                                         | ローベルト・フェルステマン                                                                                       | 7位 渡邉一成 11位 中川誠一郎 30位 新田祐大                                                                    |
| 1kmタイムトライアル                            | シュテファン・ニムケ                                                                                     | ミカエル・ダルメダ                                                                                             | サイモン・ヴァンヴェルトホーヴェン                                                                               | |
| 団体追い抜き                                   | オーストラリア ジャック・ボブリッジ ロハン・デニス アレクサンダー・エドモンソン マイケル・ヘップバーン   | イギリス スティーヴン・バーク エド・クランシー ピーター・クナウフ ジェライント・トーマス                       | ニュージーランド サム・ビューリー アーロン・ゲイト ウェスリー・ゴフ マーク・ライアン                             | |
| チームスプリント                               | ドイツ レネ・エンダース ローベルト・フェルステマン マキシミリアン・レヴィ                                | フランス グレゴリー・ボジェ ミカエル・ダルメダ ケヴィン・シロー                                                | イギリス ロス・エドガー ジェイソン・ケニー クリス・ホイ                                                          | 8位 雨谷一樹 渡邉一成 中川誠一郎                                                                              |
| ケイリン                                       | クリス・ホイ                                                                                             | レネ・エンダース                                                                                               | ミカエル・ブルガン                                                                                               | 5位 渡邉一成                                                                                                  |
| ポイントレース                                 | アルベルト・トレス                                                                                       | (LOK) キリル・スヴェシュニコフ                                                                                 | アルトゥル・エルショフ                                                                                           | |
| オムニアム                                     | フアン・エステバン・アランゴ                                                                             | 趙浩成 | ザカリー・ベル                                                                                                   | 18位 盛一大                                                                                                   |

各種目総合成績
| 種目             | 1位                                  | 2位                          | 3位                    |
| ---------------- | ------------------------------------ | ---------------------------- | ---------------------- |
| スプリント       | クリス・ホイ                         | マキシミリアン・レヴィ       | デニス・ドミトリエフ   |
| 1kmTT            | サイモン・ヴァン・ヴェルトホーヴェン | シュテファン・ニムケ         | フランソワ・ペルヴィス |
| 団体追抜         | オーストラリア                       | ニュージーランド             | ルスヴェロ             |
| チームスプリント | ドイツ                               | モスコー・トラック・チーム   | フランス               |
| ケイリン         | クリス・ホイ                         | フランソワ・ペルヴィス       | マキシミリアン・レヴィ |
| ポイントレース   | ウナイ・エロリガ                     | エドウィン・アビラ           | アルベルト・トレス     |
| オムニアム       | ブリアン・コカール                   | フアン・エステバン・アランゴ | 趙浩成                 |
| 個人追抜         | ピーター・レイサム                   | グレン・オシェイ             | ミッチェル・マルハーン |
| スクラッチ       | キリル・スヴェシュニコフ             | ハイス・ファン・フック       | ヴィヴィアン・ブリス   |
| マディソン       | スイス                               | フランス                     | チェコ                 |

### 女子
| 種目                                           | 優勝                                                                                      | 2位                                                                           | 3位                                                                           | 日本人選手成績                      |
| アスタナ…2011年11月4日 - 11月6日               | アスタナ…2011年11月4日 - 11月6日                                                          | アスタナ…2011年11月4日 - 11月6日                                              | アスタナ…2011年11月4日 - 11月6日                                              | アスタナ…2011年11月4日 - 11月6日    |
| ---------------------------------------------- | ----------------------------------------------------------------------------------------- | ----------------------------------------------------------------------------- | ----------------------------------------------------------------------------- | ----------------------------------- |
| スプリント                                     | リュボフ・シュリカ                                                                        | アンナ・メアーズ                                                              | オルガ・パナリナ                                                              | 32位 石井寛子 33位 前田佳代乃       |
| 500mタイムトライアル                           | オルガ・パナリナ                                                                          | サンディ・クレール                                                            | ミーリアム・ヴェルテ                                                          | 11位 前田佳代乃                     |
| 団体追抜                                       | オランダ キルステン・ウィルト アミ・ピータース エレオノラ・ファン・ダイク                 | 中国 姜帆 梁敬 姜吻吻                                                         | ドイツ リーザ・ブレンナウアー シャルロッテ・ベッカー マーデライネ・ザンディヒ | 10位 加瀬加奈子 田畑真紀 上野みなみ |
| チームスプリント                               | オーストラリア アンナ・メアーズ カーリー・マカラク                                        | ウクライナ · オレナ・ツォス · リュボフ・シュリカ                              | ドイツ ミーリアム・ヴェルテ クリスティーナ・フォーゲル                        | 14位 前田佳代乃 石井寛子            |
| ケイリン                                       | クララ・サンチェス                                                                        | クリスティーナ・フォーゲル                                                    | エカテリナ・グニデンコ                                                        | 25位 前田佳代乃 31位 石井寛子       |
| ポイントレース                                 | 羅アルム                                                                                  | シュテファニー・ポール                                                        | エレナ・チェッキーニ                                                          | DNF 田畑真紀                        |
| オムニアム                                     | (RVL) エヴゲニヤ・ロマニュタ                                                              | ダニ・キング                                                                  | 姜帆                                                                          | 予選敗退 加瀬加奈子                 |
| カリ…2011年12月1日 - 12月3日                   |                                                                                           |                                                                               |                                                                               |                                     |
| スプリント                                     | クリスティーナ・フォーゲル                                                                | ヴィルジニ・キュフ                                                            | ヴィクトリア・バラノヴァ                                                      | 28位 石井寛子 29位 前田佳代乃       |
| 個人追い抜き                                   | アリソン・シャンクス                                                                      | ウェンディ・フーヴナゲル                                                      | レスヤ・カリトヴスカ                                                          | 15位 加瀬加奈子                     |
| 団体追い抜き                                   | イギリス ローラ・トロット ウェンディ・フーヴナゲル サラ・ストーリー                       | ニュージーランド ローレン・エリス ジェイミー・ニールセン アリソン・シャンクス | アメリカ合衆国 サラ・ハマー ジェニー・リード ローレン・タマヨ                 | 16位 加瀬加奈子 田畑真紀 上野みなみ |
| チームスプリント                               | ドイツ クリスティーナ・フォーゲル ミーリアム・ヴェルテ                                    | ウクライナ · ツォス・オレナ · リュボフ・シュリカ                              | ロシア アナスタシア・ヴォイノヴァ ヴィクトリア・ヴァラノヴァ                  | 10位 前田佳代乃 石井寛子            |
| ケイリン                                       | シモーナ・クルペツカイテー                                                                | クリスティーナ・フォーゲル                                                    | ヴィルジニ・キュフ                                                            | 13位 前田佳代乃 31位 石井寛子       |
| スクラッチ                                     | ケリー・ドリュイツ                                                                        | カタズィナ・パヴロヴスカ                                                      | 羅アルム                                                                      | 予選敗退 上野みなみ                 |
| オムニアム                                     | サラ・ハマー                                                                              | タラ・ホイッテン                                                              | ローラ・トロット                                                              | 16位 田畑真紀                       |
| 北京・老山自転車館…2012年1月13日 - 1月15日     |                                                                                           |                                                                               |                                                                               |                                     |
| スプリント                                     | 郭爽                                                                                      | シモーナ・クルペツカイテー                                                    | 林俊紅                                                                        | 30位 石井寛子 41位 前田佳代乃       |
| 500mタイムトライアル                           | リサンドラ・ゲラ                                                                          | アナスタシア・ヴォイノヴァ                                                    | (MSP) 石晶晶                                                                  | 7位 前田佳代乃                      |
| 団体追い抜き                                   | ウクライナ · スヴィトラナ・ガリュク · エイレザヴェト・ボチュカレヴァ · リュボフ・シュリカ | ベラルーシ · タツィアナ・シャラコヴァ · アクサナ・パプコ · アレナ・ディルコ   | 中国 姜帆 姜吻吻 梁敬                                                         | 13位 田畑真紀 加瀬加奈子 上野みなみ |
| チームスプリント                               | 中国 宮金傑 郭爽                                                                          | リトアニア · シモーナ・クルペツカイテー · ギンタレ・ガイヴェニテー            | マックス・サクセス・プロ・サイクリング 石晶晶 徐玉蕾                          | 15位 石井寛子 前田佳代乃            |
| ケイリン                                       | 郭爽                                                                                      | シモーナ・クルペツカイテー                                                    | ダニエル・ラレアル                                                            | 25位 石井寛子 31位 前田佳代乃       |
| ポイントレース                                 | アクサナ・パプコ                                                                          | カタジィナ・パヴロヴスカ                                                      | (RVL) ヴィクトリア・コンデル                                                  | 8位 田畑真紀                        |
| オムニアム                                     | (RVL) エヴゲニア・ロマニュタ                                                              | (GPC) 黄麗                                                                    | マルゴジャタ・ヴォイトィラ                                                    | 15位 加瀬加奈子                     |
| ロンドン・ヴェロパーク…2012年2月17日 - 2月19日 |                                                                                           |                                                                               |                                                                               |                                     |
| スプリント                                     | 郭爽                                                                                      | アンナ・メアーズ                                                              | 李慧詩                                                                        | 17位 前田佳代乃 39位 石井寛子       |
| 個人追い抜き                                   | ジョアンナ・ロウセル                                                                      | アリソン・シャンクス                                                          | アミー・キュア                                                                |                                     |
| 団体追い抜き                                   | イギリス ローラ・トロット ダニ・キング ジョアンナ・ロウセル                               | カナダ タラ・ホイッテン ジリア・カールトン ジェスミン・グレーサー             | オランダ キルステン・ウィルト フェラ・クドーダー エレオノラ・ファン・ダイク   | 14位 田畑真紀 石井寛子 前田佳代乃   |
| チームスプリント                               | イギリス ジェシカ・ヴァーニッシュ ヴィクトリア・ペンドルトン                              | オーストラリア アンナ・メアーズ カーリー・マカラク                            | 中国 宮金傑 郭爽                                                              | 18位 石井寛子 前田佳代乃            |
| ケイリン                                       | シモーナ・クルペツカイテー                                                                | 李慧詩                                                                        | 郭爽                                                                          | 37位 石井寛子 37位 前田佳代乃       |
| スクラッチ                                     | メリッサ・ホスキンス                                                                      | ヤルミラ・マチャコヴァ                                                        | レスヤ・カリトヴスカ                                                          |                                     |
| オムニアム                                     | サラ・ハマー                                                                              | アネット・エドモンソン                                                        | ローラ・トロット                                                              | 予選敗退 田畑真紀                   |

各種目総合成績
| 種目                 | 1位                        | 2位                        | 3位                      |
| -------------------- | -------------------------- | -------------------------- | ------------------------ |
| スプリント           | 郭爽                       | クリスティーナ・フォーゲル | アンナ・メアーズ         |
| 個人追抜             | アリソン・シャンクス       | ジョアンナ・ロウセル       | ウェンディ・フーヴナゲル |
| 団体追抜             | イギリス                   | ニュージーランド           | ウクライナ               |
| チームスプリント     | 中国                       | ドイツ                     | ウクライナ               |
| ケイリン             | シモーナ・クルペツカイテー | エカテリナ・グニデンコ     | リュボフ・シュリカ       |
| スクラッチ           | ケリー・ドリュイツ         | メリッサ・ホスキンス       | ヤラミラ・マチャコヴァ   |
| オムニアム           | 黄麗                       | サラ・ハマー               | エヴゲニヤ・ロマニュタ   |
| 500mタイムトライアル | アナスタシア・ヴォイノヴァ | リサンドラ・ゲラ           | オルガ・パナリナ         |
| ポイントレース       | エレーナ・チェッキーニ     | アクサナ・パプコ           | 羅アルム                 |